# Misfah

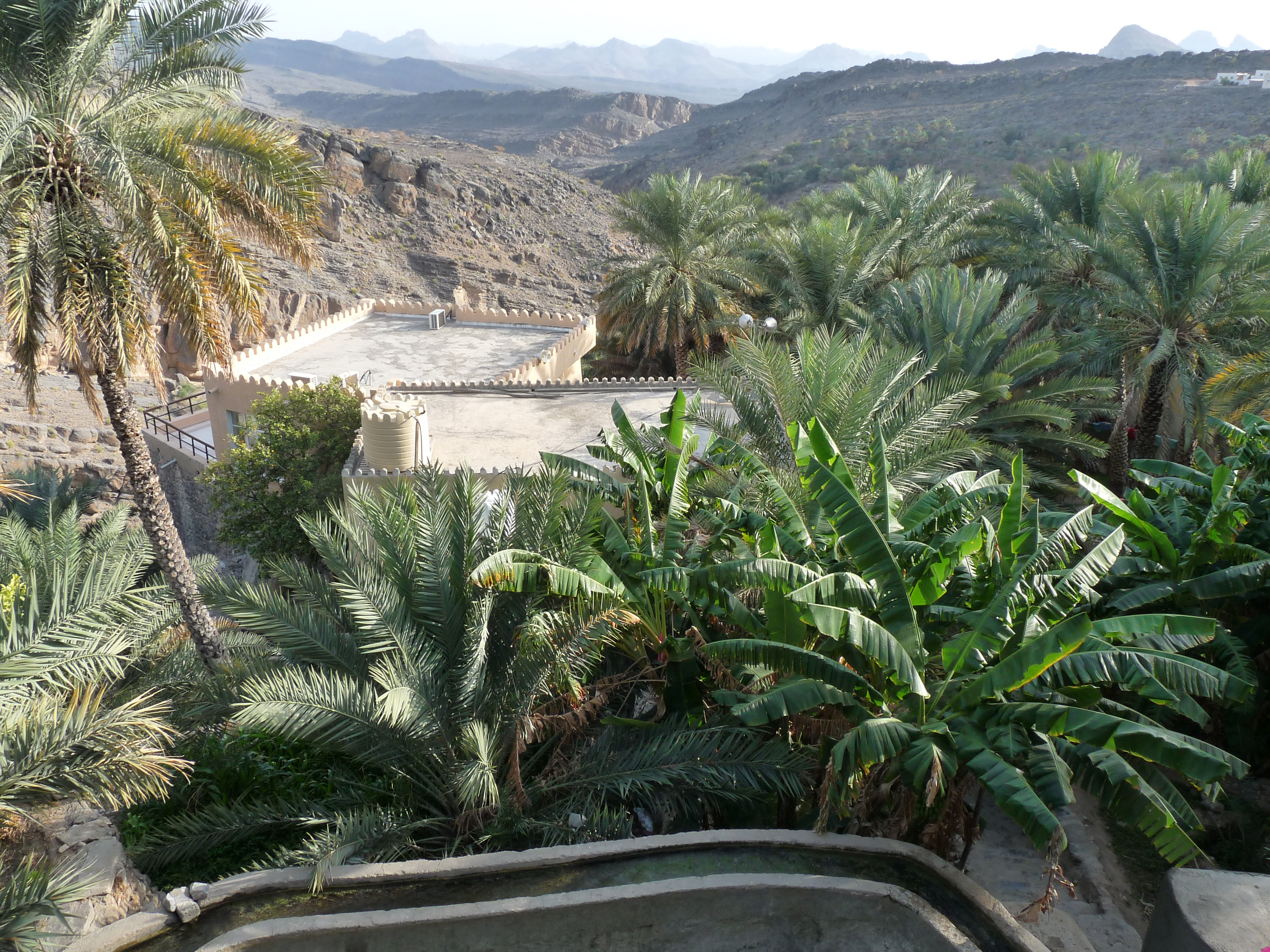
Vue depuis la palmeraie

Misfah (ou Misfah al Abriyeen) est un village de montagne situé au Nord du Sultanat d'Oman, dans le Djebel Akhdar – le massif le plus élevé et le plus central des Monts Hajar –, à une altitude d'environ 700 m.
Il est rattaché à la région de Ad-Dākhilīyah et situé non loin de la ville d'Al Hamra d'où l'on y accède par une route escarpée.